# Miss Atlántico Internacional 2009
Miss Atlântico Internacional 2009 foi a 15ª. edição do tradicional concurso de beleza feminino de nível internacional sob o nome Miss Atlântico que ocorre anualmente na cidade de Punta del Este, no Uruguai. O certame foi transmitido ao vivo pelo sinal da Teledoce através do Canal 12 e retransmitido no dia posterior à realização deste pela Latinoamérica Televisión. O evento ainda contou com a participação de catorze candidatas e teve como vencedora a equatoriana Eliana Quintero.

## Resultados

### Colocações
| Posição   | País e Candidata                 |
| Vencedora | - Equador - Eliana Quintero      |
| 2º. Lugar | - Costa Rica - Nazareth Cascante |
| 3º. Lugar | - Panamá - Karina Pinilla        |

### Premiações Especiais
- O concurso distribuiu as seguintes premiações:[2]

| Prêmio              | País e Candidata            |
| Miss Internet       | - Inglaterra - Amanda Miles |
| Miss Simpatia       | - Equador - Eliana Quintero |
| Miss Fotogenia      | - Equador - Eliana Quintero |
| Melhor Fantasia     | - Panamá - Karina Pinilla   |
| Melhor Traje Típico | - Paraguai - Claudia Aquino |

## Jurados
Avaliaram as candidatas em biquini e entrevista:

### Final
| 1. Francisco Calvete, representante da Cava Freixenet; 2. Carlos Scheck, jornalista do Diario El País; 3. Arnaldo Nardone, representante do Victoria Plaza Hotel; 4. Marcelo Ruíz, representante da Lain Internacional; 5. Laetitia Princesa d’Arenberg, madrinha do concurso. | 1. Victoria Rodríguez, jornalista da Teledoce; 2. Aharón Gini, representante do Arapey Thermal Resort & Spa; 3. Raúl Mochón, representante do Solanas Vacation Club; e 4. Graciela Rompani, empresária. |

| 1. Fabian Sciuto, estilista; 2. Claudia Gandini, relações públicas da Colonia; 3. Nelson Mancebo, diretor de Arte; 4. Marcos Calache, representante da Beauty Planet; 5. Javier Báez, funcionário do Setor de Turismo de Maldonado;e 6. Luís Millán, estilista. | 1. Marcelo Ruíz, representante da Lain Internacional; 2. Alejandro D'Elía, representante da Solanas Vacation Club; 3. Francisco Calvete, representante da Cava Freixenet; e 4. Laetitia Princesa d’Arenberg, madrinha do concurso. |

## Embaixatrizes
Trata-se de prêmios dados pelos patrocinadores:
| Prêmio             | País e Candidata               | R     |
| Arapey Resort      | - Argentina - Laura Fornero    | [ 4 ] |
| Colonia            | - Panamá - Karina Pinilla      | [ 5 ] |
| Hotel Brisas       | - Colômbia - Alexandra Mendoza | [ 6 ] |
| Lain Internacional | - Peru - Carolina Limo         | [ 7 ] |

## Candidatas
Candidatas que disputaram o concurso este ano:
| - Argentina - Laura Fornero - Bolívia - Yamile Ruíz - Brasil - Aline Mendes - Colômbia - Alexandra Mendoza - Costa Rica - Nazareth Cascante - Equador - Eliana Quintero - Inglaterra - Amanda Miles | - México - Reyna Maria Leyva - Panamá - Karina Pinilla - Paraguai - Claudia Aquino - Peru - Carolina Limo - República Dominicana - Cristal de Moya - Suécia - Elizabeth Liden - Uruguai - Fernanda Sosa |

## Histórico
| - Chile - Haiti - Porto Rico - Venezuela - Colômbia - Competiu pela última vez na edição de 2007. - Panamá - Competiu pela última vez na edição de 2006. | - Canadá - Catherine Thomas - Espanha - Lorena Izquierdo - Estados Unidos - Amy Holbrook - Guatemala - Saída Jerónimo - Venezuela - Isis Malpica - Inglaterra - Suécia |